# Pastoriza Flores
Pastoriza Flores (2 de mayo de 1897-7 de mayo de 1937) fue una educadora ecuatoriana. Fue la primera estudiante ecuatoriana en obtener el título de Ph.D de una universidad estadounidense, y fue galardonada a la edad de veinticuatro años.

## Biografía
Nació en Quito, estudió en el Colegio Manuela Cañizares, uno de los colegios femeninos más grandes, institución estrechamente relacionada con profesores de los Estados Unidos y sus escuelas de formación. A los quince años de edad logró una beca del gobierno y la habilitó para viajar a América del Norte para completar su educación. Sólo seis mujeres habían ganado esa beca, mientras el gobierno de Ecuador envió 70 estudiantes varones para estudiar en universidades norteamericanas. Flores obtuvo una A. B. con especialidad en historia en la Hunter College, tiempo después se convirtió en instructora en la escuela de español. Para el año 1919-1920, le fue otorgada una beca universitaria para estudiar historia en la Universidad de Columbia , donde recibió su Diploma de Profesora en Historia en 1920. En Columbia, estudió bajo la dirección de Profesores como Dunning, Hazen, Schuyler, Kendrick, Johnson y Giddings. Su tesis de Ph.D. en Columbia fue La Historia del conflicto fronterizo entre Ecuador y Perú.
" Me tuve que dar prisa. Otros hispanoamericanos habían venido para estudiar en las universidades de los Estados Unidos y temí que alguna otra mujer logre aquel objetivo antes de que yo."
Flores tuvo actividad como Presidente de la Agencia Hispanoamericana del Intercollegiate Cosmopolitan Club. Se ocupó de la educación de sus dos hermanas menores, a las cuales llevó a los Estados Unidos, esperaba regresar al Ecuador con sus hermanas. Al respecto dijo: "¿No es mejor para el Ecuador que tres de nosotras estemos capacitadas como educadoras que volver de inmediato y solo intentar llevar los caminos de América del Norte a mis conciudadanas? Mi mayor sueño es ayudar a despertar a las mujeres de toda América Del sur —no solo de Ecuador— para que tomen su parte en la vida política y social de sus países." Pastoriza fue una de las delegadas en la Conferencia Panamericana de la Mujer.